# カート・ピーターセン
カート・E・ピーターセン（Kurt E. Petersen、1948年2月13日 - ）は、アメリカ合衆国の発明家、実業家である。MEMSに関する業績で知られる。

## 生涯
ピーターセンはカリフォルニア大学バークレー校で電気工学を学び、1970年にcum laudeの成績で卒業して学士号を得た。1975年にマサチューセッツ工科大学でPh.D.を取得した。同年、IBMに入社してMEMSの研究グループを立ち上げた。1982年5月にIEEEの論文誌"Proceedings of the IEEE"で査読付き論文"Silicon as a Mechanical Material"（機械材料としてのシリコン）を発表した。この論文は、MEMSという研究分野を確立するのに大きく貢献したと考えられている。マイクロマシニングやMEMSの分野の論文から頻繁に参照されており、2017年9月現在で、Google Scholarでは3795件の引用が検索される。
1982年にIBMを退社し、それ以降、MEMS技術を利用した6つの企業を共同で設立している。1982年にトランセンサリー・デバイス(Transensory Devices Inc.)を設立した。1985年、バルクマイクロマシニング技術を使った低コストのマイクロマシン血圧計を開発するノバセンサー(NovaSensor)を設立した。1996年に共同設立したセフィエド(Cepheid)は、マイクロ流体技術を使ったPCRの迅速な検出を行っている。2004年にサイタイム(SiTime)を、2008年にProfusaを共同で設立した。2009年、Verreonを共同で設立して最高技術責任者(CTO)に就任し、2010年にクアルコムに事業を売却した。
2011年、シリコンバレーのエンジェル投資家グループであるバンド・オブ・エンジェルズに参加し、ハードウェアサブグループの共同議長に就任した。2013年、Innovative Micro Technology(IMT)の取締役に就任した。
ピーターセンは100以上の論文を発表し、35件の特許を取得している。

## 賞と栄誉
2001年、「MEMSの研究と商業化への貢献」により全米技術アカデミー会員に選出された。同年、「MEMSの先駆的貢献と商業化の成功」によりIEEEフェローに選出された。同年、IEEEサイモン・ラモ・メダルを受賞した。
2019年、IEEE栄誉賞を受賞した。2025年、ベンジャミン・フランクリン・メダルを受賞した。